# Copa de Abertura (KHL)
A Copa de Abertura da Liga Continental de Hóquei é um troféu disputado anualmente entre os finalistas da Copa Gagarin do ano anterior.